# Fort Garry
Pour les articles homonymes, voir Garry.
Fort Garry (ou Upper Fort Garry) était un comptoir de la Compagnie de la Baie d'Hudson situé au cœur de l'actuelle Winnipeg, au confluent des rivières rouge et Assiniboine. Construit en 1822 à proximité de l'ancien Fort Gibraltar de la Compagnie du Nord-Ouest, le lieu doit son nom à Nicholas Garry, représentant de la Compagnie. Servant de centre au commerce des fourrures dans la colonie de la Rivière rouge, il fut détruit en 1826 par des inondations pour être reconstruit dix ans plus tard. Renommé Upper Fort Garry pour le différencier de Lower Fort Garry, un autre comptoir située 32 km en aval et construit en 1832, il joua un rôle commercial secondaire mais administratif de première importance pendant l'essentiel du XIXe siècle. Le Conseil d'Assiniboine, centre administratif et judiciaire de la colonie contrôlé par la Compagnie, se réunissait à Upper Fort Garry.

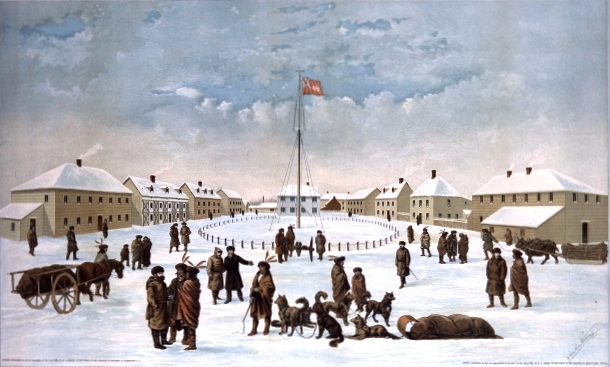
Fort Garry, 1884.

En 1869, à la suite de la perte de son monopole commercial sur la région, la Compagnie de la Baie d'Hudson accepta de transférer la souveraineté de la Terre de Rupert, Fort Garry compris, au Canada. Pendant la Rébellion de la rivière Rouge, le fort fut capturé par Louis Riel et ses compagnons Métis. Effectivement, le 2 novembre 1869, 120 hommes armés dirigés par Riel pénètrent par petits groupes dans Fort Garry. Après la rébellion, la zone autour du fort continua de s'étendre, jusqu'à ce que celui-ci soit en grande partie rasé vers la fin des années 1880 pour laisser de la place au centre-ville.
Seule reste de nos jours la porte principale du fort, le nom lui-même de "Fort Garry" restant attaché à divers bâtiments et entreprises locales (telle la Fort Garry Brewing Company). Le quartier est site historique canadien depuis 1924.

## Parc provincial du patrimoine d'Upper Fort Garry
En 2014, le site où était l'ancien fort Garry a été classé comme terrains excédentaire par la ville de Winnipeg. À la suite de la menace d'un promoteur immobilier d'y construire des condos, un organisme, les Amis d'Upper Fort Garry, on fait une campagne de financement pour faire l’acquisition du lot en question,.  
Les Amis d'Upper Fort Garry ont utilisé cet argent pour acheter des lots contiguës, dont une station-service. Une loi sur la création du parc a été sanctionnée en 2010 et est entrée en vigueur le 15 juillet 2014.